# Viscoélasticité
Ne doit pas être confondu avec Viscoplasticité.
La viscoélasticité est la propriété de matériaux qui présentent des caractéristiques à la fois visqueuses et élastiques, lorsqu'ils subissent une déformation. Les matériaux visqueux, comme le miel, résistent bien à un écoulement en cisaillement et présentent une déformation qui augmente linéairement avec le temps lorsqu'une contrainte est appliquée. Les matériaux élastiques se déforment lorsqu'ils sont contraints, et retournent rapidement à leur état d'origine une fois la contrainte retirée.
En rhéologie, le comportement d'un matériau viscoélastique linéaire est ainsi intermédiaire entre celui d'un solide élastique idéal symbolisé par un ressort de module E (ou G) et celui d'un liquide visqueux newtonien symbolisé par un amortisseur de viscosité {\displaystyle \eta }. L'élasticité d'un matériau traduit sa capacité à conserver et restituer de l'énergie après déformation. La viscosité d'un matériau traduit sa capacité à dissiper de l'énergie. Les polymères, en fait la plupart des matériaux, ont un comportement viscoélastique.

## Modélisation

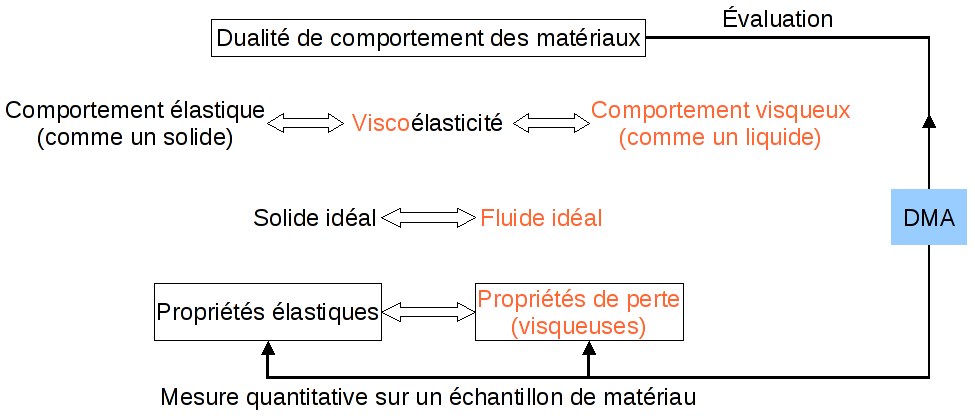
Comportement dual des matériaux.

Que ce soit en fluage ou en relaxation de contrainte, la réponse à une sollicitation d'un matériau viscoélastique dépend du temps (ou de la fréquence, lors d'expériences dynamiques). Ce n'est pas le cas pour un matériau purement élastique. Soumis à une contrainte (ou à une déformation) constante, le comportement liquide est caractérisé par un écoulement visqueux.
Différents modèles permettent de décrire la viscoélasticité linéaire. Le modèle de Maxwell est adapté au liquide viscoélastique. Le modèle de Kelvin-Voigt quant à lui est un modèle élémentaire de solide viscoélastique. Il existe également respectivement pour ces deux cas le modèle de Zener et celui de Burgers.
En viscoélasticité linéaire, on peut associer une loi de comportement à un matériau, qui permet de calculer la réponse à une histoire de sollicitation donnée. Il s'agit du principe de superposition de Boltzmann.
Le principe d'équivalence temps-température permet, avec un nombre relativement limité de mesures d'une grandeur viscoélastique (par exemple un module d'élasticité) à température variable, de connaître le comportement viscoélastique complet d'un matériau dans toute une plage de température et de temps.

### Cas d'un régime dynamique
Pour tenir compte de la dualité entre viscosité et élasticité, on utilise fréquemment des nombres complexes (deux composantes) lorsqu'un matériau est soumis à une sollicitation dynamique. Par exemple, le module complexe G*(t) pour une sollicitation en cisaillement, s'écrit :
{\displaystyle G^{*}={\frac {\sigma }{\epsilon }}}
G* = G' + iG''
avec :
{\displaystyle \sigma } et {\displaystyle \epsilon }, la contrainte et la déformation dynamiques, respectivement ;
G', la partie réelle de G*, appelée module de conservation, qui caractérise la rigidité du matériau viscoélastique. G' caractérise le comportement élastique (l'énergie conservée et totalement restituée par le matériau) ;
i, l'unité « imaginaire » (i2 = –1) ;
G'', la partie imaginaire de G*, appelée module de perte ou module de dissipation, qui caractérise le comportement visqueux [l'énergie dissipée (sous forme de chaleur)].
Le facteur de perte ou facteur d’amortissement s'écrit :
{\displaystyle \tan \delta ={\frac {G''}{G'}}}
où {\displaystyle \delta } est l'angle de phase ou de perte, ou le déphasage, entre la contrainte et la déformation. Le facteur de perte représente la fraction d'énergie dissipée durant un cycle de charge. Voir aussi Résilience et hystérésis.
Dans les conditions d'une déformation réversible, l'amortissement est nul, et G* = G'.
De même, on utilise une viscosité complexe.

## Conséquences
Prendre en compte la viscoélasticité lors de la mise en forme des matériaux peut être nécessaire, exemple : cas des polymères qui passent de l'état « fondu » à l'état solide. En effet, la viscoélasticité non linéaire est à l'origine du gonflement de l'extrudat en sortie de filière. Elle est également liée à l'effet Weissenberg, l'effet Kaye et l'effet Barus (en) par exemple.